# 珍娜·露露布莉姬妲
路易吉娜·「珍娜」·露露布莉姬妲（義大利語：Luigina "Gina" Lollobrigida，義大利語發音：[ˈdʒiːna ˌlɔlloˈbriːdʒida]；1927年7月4日—2023年1月16日），意大利女演員、攝影記者、雕塑家。她是1950年代及1960年代早期，歐洲最知名的女演員之一。她同時也是1950年代及1960年代相當具代表性的性感符号。至今，她活躍於義大利人與意裔美國人的相關事務中，特別是國家義裔美國人基金會（NIAF）的最大支持者之一。2008年，她於該基金會周年慶典中獲得終身成就獎。

## 外部連結
- 珍娜·露露布莉姬妲在互联网电影资料库（IMDb）上的資料（英文）
- The Gina Lollobrigida Page extensive links
- The Gina Lollobrigida Fanpage
- Photographs and literature （页面存档备份，存于）